# Ngujini
Ngujini ist ein Verwaltungsbezirk (Ward) des Distrikts Mwanga in der tansanischen Region Kilimandscharo.

## Geografie
Ngujini liegt im Nordosten von Tansania im Nördlichen Pare-Gebirge. Das Gebiet liegt im Westen am Rand des Gebirges in rund 1000 Meter Seehöhe und steigt im Osten zum Gebirgskamm auf über 2000 Meter an. Der Bezirk grenzt im Norden an Shighatini, im Nordosten an Kighare, im Osten an Chomvu, im Süden an Kilomeni und im Westen an Lembeni. Bei der Volkszählung 2022 lebten 2974 Menschen in 744 Haushalten auf einer Fläche von 19,7 Quadratkilometern.

## Gliederung
Der Bezirk besteht aus drei Gemeinden (Mtaa) mit zehn Orten (Kitongoji):
| Ngujini - Ikwengweni - Kidingiri - Ngweni - Kwa Ngara - Mang'ato | Chanjale - Chamakera - Kisughuru - Mringeni | Songoa - Songoa - Miito |

## Wirtschaft und Infrastruktur
- Bildung: Im Bezirk gibt es zwei weiterführende Schulen.[8] Die Kindoroko Girl’s Secondary School wurde 1982 als technische Schule eröffnet und ist seit 1986 eine weiterführende Schule. Im Jahr 2004 übernahmen die Ursulinen-Franziskanerinnen die Leitung der Schule und führen diese seit 2011 als Mädchenschule.[9] Die Ngujini Secondary School ist eine öffentliche Schule, die Mädchen und Burschen ausbildet.[10]
- Gesundheit: In jeder der drei Gemeinden Ngujini, Chanjale und Songoa befindet sich eine staatliche Apotheke.[11][12][13]